# Andrej Miklavc
Andrej Miklavc (Kranj, 5 giugno 1970) è un ex sciatore alpino sloveno.
Agli inizi della carriera, prima della dissoluzione della Jugoslavia (1991), gareggiò per la nazionale jugoslava.

## Biografia
Originario di Žabnica di Kranj e specialista dello slalom speciale, Miklavc debuttò in campo internazionale ai Mondiali juniores di Sälen 1987; nella sua prima presenza olimpica, Albertville 1992, fu 24º nello slalom gigante e 17º nello slalom speciale. In Coppa del Mondo ottenne il primo piazzamento di rilievo il 6 dicembre 1992 nello slalom speciale di Val-d'Isère, chiudendo al 22º posto; nella stessa stagione debuttò ai Campionati mondiali e a Morioka 1993 si classificò 31º nello slalom gigante e 22º nello slalom speciale. Ai XVII Giochi olimpici invernali di Lillehammer 1994 ottenne il suo miglior piazzamento olimpico: 10º nello slalom speciale, la sola gara che disputò.
Nella stagione 1995-1996 in Coppa del Mondo ottenne il suo miglior risultato in carriera: l'unica vittoria, nonché unico podio, il 26 novembre nello slalom speciale di Park City; in seguito colse altri buoni risultati, per un totale di tredici piazzamenti nei primi dieci. Nella stessa stagione partecipò ai Mondiali della Sierra Nevada, dove fu 17º nello slalom gigante e 5º nello slalom speciale, suo miglior piazzamento iridato in carriera.
Ai Mondiali di Sestriere 1997, sua ultima presenza iridata, si classificò 17º nello slalom speciale, mentre l'anno dopo ottenne l'ultima vittoria in Coppa Europa, il 7 febbraio a Todtnau sempre in slalom speciale, e al congedo olimpico, Nagano 1998, non terminò la prova nella medesima specialità. Sempre in slalom speciale nel 2001 salì per l'ultima volta sul podio in Coppa Europa, il 12 febbraio a Pozza di Fassa (2º), e prese per l'ultima volta il via in Coppa del Mondo, ad Aspen il 26 novembre senza qualificarsi per la seconda manche; si ritirò all'inizio di quella stessa stagione 2001-2002 e la sua ultima gara fu lo slalom speciale di Coppa Europa disputato il 3 dicembre a Val Thorens, non completato da Miklavc.

## Palmarès

### Coppa del Mondo
- Miglior piazzamento in classifica generale: 24º nel 1996
- 1 podio:
  - 1 vittoria

#### Coppa del Mondo - vittorie
| Data             | Località  | Paese       | Specialità |
| ---------------- | --------- | ----------- | ---------- |
| 26 novembre 1995 | Park City | Stati Uniti | SL         |

Legenda:

SL = slalom speciale

### Coppa Europa
- 8 podi (dati dalla stagione 1994-1995):
  - 3 vittorie
  - 5 secondi posti

#### Coppa Europa - vittorie
| Data            | Località        | Paese    | Specialità |
| --------------- | --------------- | -------- | ---------- |
| 12 gennaio 1996 | Serre Chevalier | Francia  | SL         |
| 8 gennaio 1997  | Kranjska Gora   | Slovenia | SL         |
| 7 febbraio 1998 | Todtnau         | Germania | SL         |

Legenda:

SL = slalom speciale

### Nor-Am Cup
- 1 podio (dati dalla stagione 1994-1995):
  - 1 secondo posto

### South American Cup
- 1 podio (dati dalla stagione 1994-1995):
  - 1 terzo posto

### Campionati sloveni
- 2 medaglie (dati dalla stagione 1994-1995)[1]:
  - 1 oro (slalom speciale nel 1996)
  - 1 bronzo (slalom speciale nel 1997)